# Hester Stanhope
Lady Hester Lucy Stanhope (Chevening, 12 maart 1776 - 23 juni 1839) was een Britse socialite, avonturier en ontdekkingsreiziger. Tijdens haar archeologische expeditie naar Asjkelon in 1815 verrichtte ze de eerste moderne archeologische opgraving in Israël. Ze gebruikte hierbij een middeleeuws Italiaans document; dit was 'een van de eerste keren dat er een schriftelijke bron werd gebruikt door een veldarcheoloog'.

## Jeugd

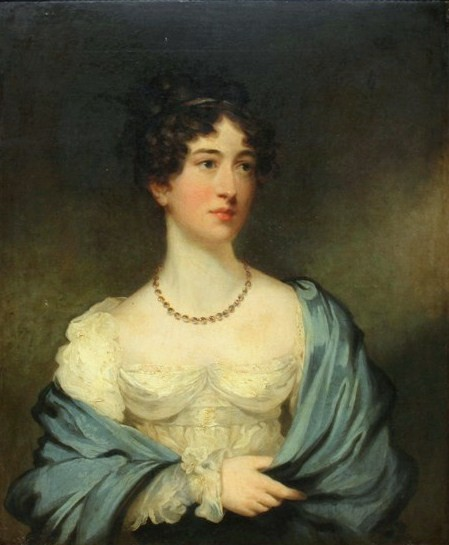
Lady Hester Stanhope

Hester Lucy Stanhope werd geboren als het oudste kind van graaf Charles Stanhope en zijn eerste vrouw Lady Hester Pitt. Ze werd geboren in Chevening, waar ze tot 1800 woonde, en ging daarna in Burton Pynsent wonen bij haar grootmoeder Hester Pitt, de gravin van Chatham.
In augustus 1803 werd ze het hoofd van de hofhouding van haar oom, William Pitt de Jongere. Pitt was de Britse minister-president en als ongetrouwde man in deze positie maakte hij gebruik van een hofdame. Stanhope hielp met het verwelkomen van zijn gasten. Tijdens de afwezigheid van Pitt was Stanhope werkzaam als zijn privé-secretaresse. Tijdens Pitts ambtsperiode als Lord Warden of the Clique Ports (opzichter van een vijftal havensteden) was Stanhope ook de eerste opzichter van de tuinen van Walmer Castle.
Na Pitts dood in januari 1806 ontving Stanhope jaarlijks van de Britse staat een pensioen van 1200 pond wat vandaag de dag zou overeenkomen met 84.000 Euro. Ze woonde een poos aan het Montagu Square in Londen en verhuisde later naar Wales. Na het overlijden van haar broer in 1810 verliet ze Engeland en keerde er nooit meer terug. Naar verluidt speelde een liefdesschandaal een rol in haar beslissing om een lange zeereis te maken. Haar nicht, Wilhelma Powlett, de hertogin van Cleveland, had vermoedens dat Stanhope en Lieutenant-General Sir John Moore hadden overwogen om te trouwen.

## De reis naar het Midden-Oosten

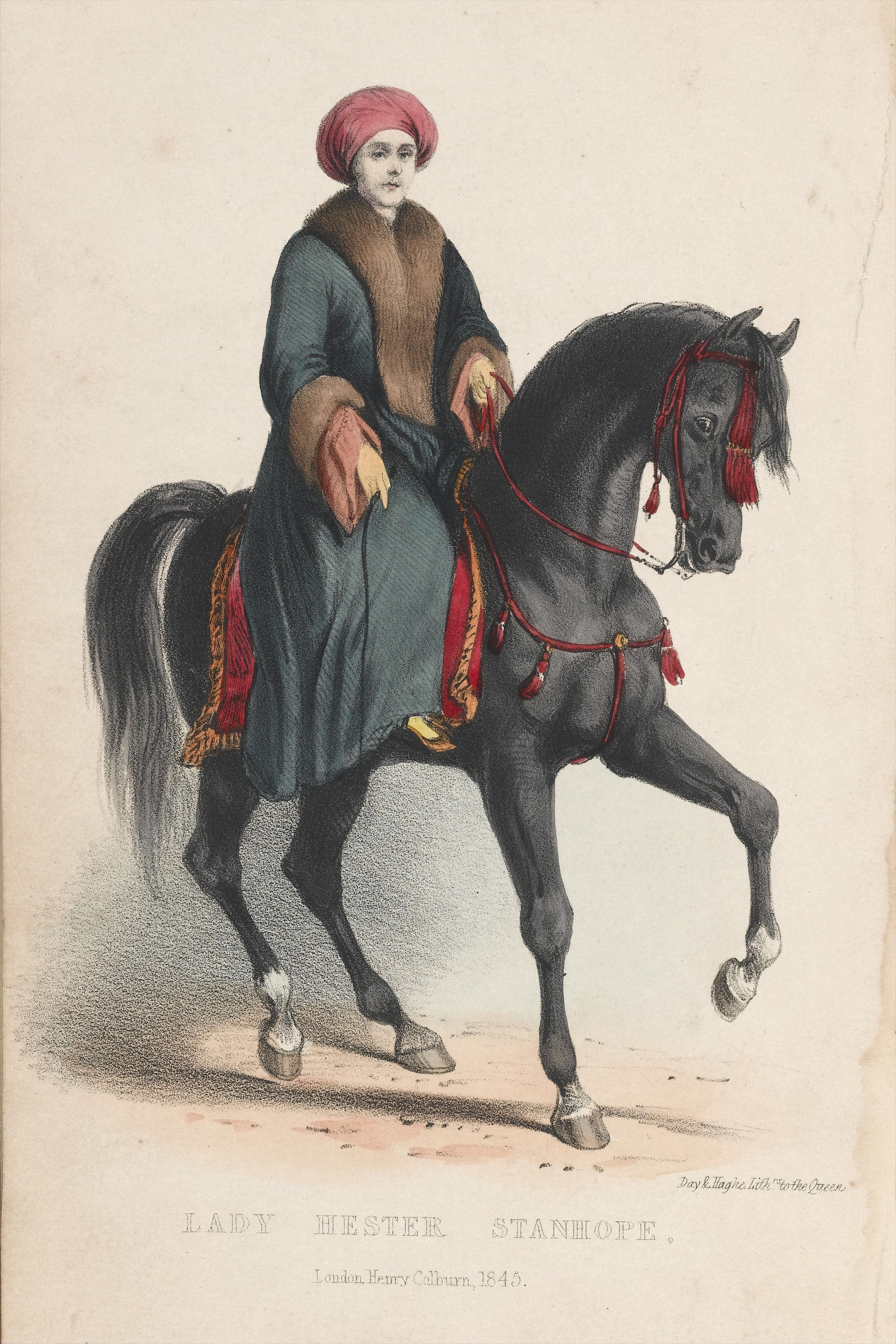
Hester Stanhope te paard

Haar reisgezelschap bestond uit haar arts en latere biograaf Charles Lewis Meryon, haar dienstmeid Anne Fry en Michael Bruce. Er wordt beweerd dat de dichter Lord Byron in de zee sprong om Stanhope te begroeten toen ze aankwam in Athene. Daarna reisden ze Stanhope en Byron samen naar Constantinopel, de hoofdstad van het Ottomaanse Rijk. Daarna wilden ze gezamenlijk verder reizen naar Caïro, dat nog maar net hersteld was de invasie door Napoleon en de internationale conflicten die daarop volgden. Op weg naar Caïro leden ze schipbreuk door een storm en strandden ze op Rhodos. Omdat hierdoor al hun bezittingen verloren waren gegaan, leenden ze Turkse kleding. Stanhope weigerde om een sluier te dragen en droeg in plaats daarvan mannenkleren: een kaftan, een tulband en slippers. Toen een Brits fregat hen naar Caïro bracht, leende Stanhope nog een paarse, fluwelen jurk, een met borduursel versierde broek, een vest, een jas, een zadel en een sabel. In dit kostuum ging ze de pasja, de Turkse officier, begroeten. Caïro was het startpunt van haar reis door het Midden-Oosten. In twee jaar tijd bezocht ze Gibraltar, Malta, de Ionische Eilanden, Peloponnesus, Athene, Constantinopel, Rhodos, Egypte, Palestina, Libanon en Syrië. Zelfs in Damascus weigerde ze om een sluier te dragen. In Jeruzalem werd de Heilige Grafkerk ter ere van haar bezoek een uur lang gesloten voor andere bezoekers.
Waarzeggers hadden haar voorspeld dat ze de bruid zou worden van een nieuwe messias, daarom zocht ze toenadering tot Ibn Saud voor een mogelijk huwelijk. Hij was de leider van de wahabistische Arabieren en later de leider van de Eerste Saoedische Staat. Ze besloot de stad Palmyra te bezoeken, ook al moest ze daarvoor door een woestijn reizen waar zich mogelijk vijandige bedoeïenen ophielden. Stanhope verkleedde zich als een bedoeïen en nam een karavaan van 22 kamelen mee om haar bagage te dragen. Emir Mahannah el Fadel ontving haar en ze werd bekend als 'koningin Hester'.

## Archeologische expeditie
Haar arts en biograaf Charles Meryon vermeldt dat ze een kopie van een middeleeuws Italiaans manuscript in handen kreeg dat gemaakt zou zijn in een klooster in Syrië. Volgens dit document lag er een schat verborgen onder de zeshonderd jaar oude ruïnes van een moskee in de havenstad Asjkelon. Daarom reisde ze in 1815 met dit manuscript naar de ruïnes in deze stad aan de Middellandse Zee en haalde de Ottomaanse autoriteiten over om haar toestemming te geven op deze plek opgravingen te doen. De gouverneur van Jaffa, Abu Nabbut, kreeg de opdracht haar te vergezellen. Dit werd de eerste archeologische opgraving in Palestina. Stanhope en Meryon analyseerden de structuur van de moskee correct ondanks het feit dat moderne archeologische analysemethoden nog niet bestonden. Over de stratigrafische analyse van de archeologische locatie, die met recht de eerste in zijn soort mag worden genoemd, vertelde Meryon 'dat er alle reden was om te geloven dat tijdens de verschillende heersers die Ashkelon had gehad, het gebouw dat ze nu opgroeven eerst een heidense tempel was geweest, daarna een kerk, en daarna een moskee.' In Griekenland rond dezelfde tijd konden gravers zich alleen beroemen op de hoeveelheid en de artistieke waarde van hun vondsten, omdat ze niks wisten over stratigrafie.
Stanhope vond niet de drie miljoen gouden munten die er begraven zouden zijn, maar er werd wel een meer dan twee meter lang standbeeld zonder hoofd opgegraven. Om politieke redenen beval ze dat het standbeeld in 'duizend stukjes' geslagen moest worden en vervolgens in zee moest worden gegooid. Ze vernietigde het beeld om aan de sultan en de Ottomanen te bewijzen dat ze de schat voor hen had willen opgraven, niet relikwieën om die vervolgens te stelen en naar Europa te verschepen en erover op te scheppen zoals haar landgenoten dat deden. Dit was reden waarom de opgraving van het bijzondere beeld verwarring had kunnen zaaien.
Het hoofd van het beeld miste en het was in stukken, maar het was het eerste Grieks-Romeins kunstvoorwerp dat ooit werd opgegraven in het Heilige Land. Meryon was dolblij met deze ontdekking; hij geloofde dat het een standbeeld van een 'vergoddelijkte koning' was, misschien wel van een van de opvolgers van Alexander de Grote of zelfs Herodes. Stanhope deelde zijn enthousiasme niet, want er stond voor haar persoonlijk veel op het spel. Ze was bang dat als ze er te veel aandacht aan zou besteden 'kwaadwillige mensen zullen zeggen dat ik standbeelden kwam uitgraven voor mijn landgenoten, en niet de schat voor de Verhevene Porte (de Ottomaanse regering),'
Stanhope was de opgraving niet begonnen uit hebzucht of om persoonlijk gewin. Ze deed het om het land, dat ze als haar thuis was gaan zien, te eren en om het goud aan de Ottomaanse sultan te schenken. Het beeld werd vernietigd om haar toewijding te laten zien en om het idee te ontkrachten dat ze het land wilde beroven voor Groot-Brittannië. Bij haar opgravingen ging ze systematisch te werk, en alles werd goed vastgelegd voor die tijd. Het beeld werd gedocumenteerd voordat het vernietigd werd. Dit was allemaal ongebruikelijk voor Stanhopes tijd, dit is wat haar opgravingen uniek en historisch waardevol maken.
Haar expeditie opende de weg voor verder archeologisch onderzoek en toerisme naar deze plek.

## Haar leven bij de Arabieren

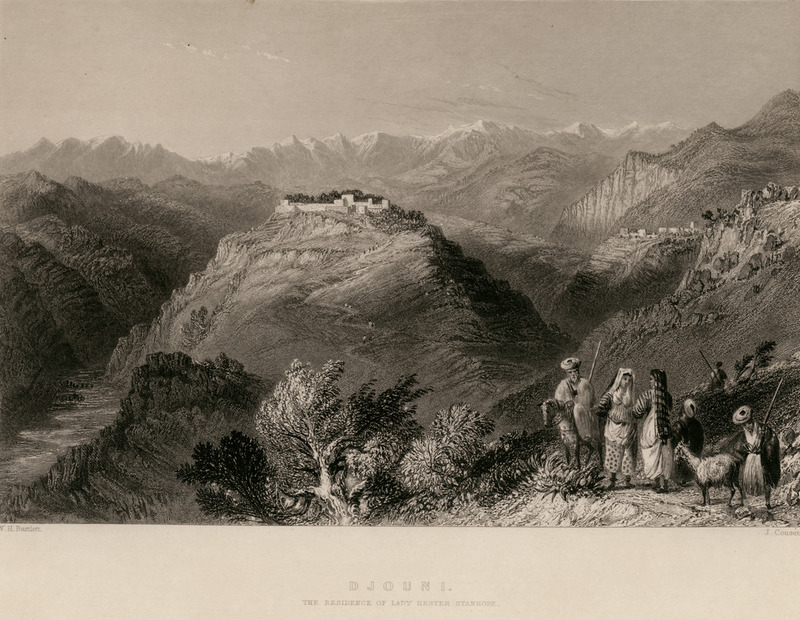
Verblijf van Lady Hester Stanhope in Joun bij Sidon (1836)

Stanhope vestigde zich in de buurt van Sidon, een stad aan de Middellandse Zeekust in wat nu Libanon heet, ongeveer halverwege tussen Tyrus en Beiroet. Ze woonde eerst in het Mar Eliasklooster in het dorp Abra, dat in ongebruik was geraakt, en later in het Deir Mashmoushehklooster ten Zuid-Westen van de stad Jezzine. Haar begeleidster Williams en Meryon bleven nog een tijd bij haar. Williams stierf in 1828 en Meryon vertrok in 1831. Hij kwam nog terug voor een bezoek aan Stanhope van juli 1837 tot augustus 1838. Toen Meryon naar Engeland vertrok, verhuisde Stanhope naar een afgelegen verlaten klooster in Joun, een dorp dertien kilometer verwijderd van Sidon, waar ze bleef wonen tot haar dood. Haar woning, die door de inwoners van het dorp Dahr El Sitt werd genoemd, stond op de top van een heuvel. Volgens Meryon hield ze van het huis om zijn strategische locatie, 'op de top van een conische heuvel, van waaruit je in alle richtingen de mensen kunt zien komen en gaan.'
Aanvankelijk werd ze begroet door de emir Bashir Shihab II, maar in de loop der jaren verzuurde de relatie doordat ze in haar huis onderkomen verleende aan honderden vluchtelingen. Dit waren vluchtelingen van de ongeregeldheden tussen de clans en aanhangers van de verschillende religie's in Druze.
Vanuit haar nieuwe locatie kreeg ze bijna absolute macht over het omringende district. Dit was de reden waarom Ibrahim Pasha haar verzocht neutraal te blijven toen hij in 1832 Syrië wilde binnenvallen. Haar superioriteit werd versterkt door haar autoritaire karakter en het feit dat men geloofde dat ze de gave van waarzeggerij bezat. Ze bleef in contact met belangrijke mensen en ontving nieuwsgierige gasten die een omweg maakten om haar te bezoeken. Omdat ze grote schulden had, ging haar pensioen uit Engeland op aan het terugbetalen van haar schuldeisers in Syrië. Uiteindelijk raakte ze geïsoleerd, en toen ze seniel werd, begonnen haar bediendes van haar te stelen. Ze ontving toen alleen nog bezoekers als het al donker was, en zorgde er dan voor dat zij alleen haar handen en haar gezicht zagen. Ze bedekte haar geschoren hoofd met een tulband.

## Biografieën
Enkele jaren na haar dood in 1846 publiceerde Meryon een driedelige biografie over Stanhope, de Memoirs of the Lady Hester Stanhope as related by herself in Conversations with her Physician. Een jaar later publiceerde hij nogmaals een driedelige biografie over haar Hester Stanhope, forming the Completion of her Memoirs narrated by her Physician.

## Publicaties (selectie)
- Memoirs of the Lady Hester Stanhope, as related by herself in conversations with her physician. Comprising her opinions and anecdotes of some of the most remarkable persons of her time. Vol. I; Vol. II; Vol. III. London, Henry Colburn, 1846
- Wolf Kielich: Vrouwen op ontdekkingsreis. Avonturiersters uit de negentiende eeuw. Amsterdam, Elsevier, 1986. ISBN 90-10-05831-X (Diverse malen herdrukt als Rainbow Pocket)
- Joan Haslip: Lady Hester Stanhope. A biography. London, Cassell, 1987 ISBN 0-304-31435-8
- Virginia Childs: Lady Hester Stanhope. Queen of the desert. London, Weidenfeld & Nicolson, 1990. ISBN 0-297-81017-0
- Roger William Day: Decline to glory. A reassessment of the life and times of Lady Hester Stanhope. Salzburg, University of Salzaburg, 1997. ISBN 3-7052-0153-0
- Janneke Budding: Lady Hester Stanhope (1776-1839), koningin van de woestijn. Biografie van een negentiende-eeuwse reizigster. Zutphen, Walburgpers, 2022 ISBN 978-94-6249-889-1